# Los Venados (Valledupar)
Los Venados (pronunciado coloquialmente como Los Venaos) es uno de los centros poblados del municipio colombiano de Valledupar, ubicado al sur, en el valle del río Cesar, en el departamento del Cesar.

## Geografía
Limita hacia el norte con el centro poblado Caracolí; hacia el oriente con el municipio de San Diego. Al suroccidente limita con el centro poblado Guaymaral y al sur con el centro poblado El Perro. Al occidente limita con el municipio de Bosconia. 
El centro poblado también hace parte de la cuenca del río Cesar, el cual conforma su límite suroccidental. El territorio es bañado por los ríos Garupal, Guaimaral y Cesar.

## Historia
La región de Los Venados fue inicialmente poblada por los indígenas de la etnia Chimila o Ette Ennaka. Los chimilas poblaban masivamente zonas que actualmente conforman El Copey, Bosconia, Chiriguaná; además, de Aguas Blancas, Caracolí y Los Venados, en el municipio de Valledupar.
La zona de Los Venados era utilizada por los Chimilas como cementerio, especialmente en las orillas del río Garupal, donde se han encontrado vestigios funerarios. 
En el siglo XVI arribaron los primeros colonizadores españoles a la región y a mediados del siglo XVIII, llegaron los primeros pobladores que crearon el asentamiento de Los Venados, nombrado así por la gran cantidad de venados (Odocoileus virginianus) que encontraron en la región. Las primeras familias fueron los Morales, Argote, Valera, Mejía, Córdoba y Fragoso. 
Las primeras casas fueron construidas con techos de palmas y paredes de bahareque. La zona fue utilizada para conformación de fincas ganaderas y agrícolas. 
En las zonas rurales de Los Venados se asentaron de comunidades negras, descendientes de esclavos, que formaron comunidades en zonas de Valledupar, como Guacoche, Guacochito, Badillo, El Perro y Guaymaral.
Según ACNUR, durante el conflicto armado colombiano, el centro poblado Los Venados fue una de las zonas donde se presentó mayor dinámica en el departamento del Cesar, junto a los centros poblados Minas de Iracal y Nuevo Colón en el municipio de Pueblo Bello, Aguas Blancas, Mariangola y Valencia de Jesús, Villa Germania, La Mesa y las Comunas Cuatro y Cinco en el perímetro urbano de Valledupar.
Entre 2006 y 2011 durante las alcaldías de Ciro Pupo Castro y Luis Fabián Fernández, contrataron la construcción de mataderos en el centro poblado Los Venados por $331 millones de pesos que no se ejecutaron debidamente, por lo que la Procuraduría General de la Nación investigó por hechos de corrupción. Al exalcalde Fernández también se le investigó por irregularidades en un contrato de baterías sanitarias para el centro poblado que no completó.
En mayo de 2012, la administración del alcalde de Valledupar, Fredys Socarrás consideró el traslado del Aeropuerto Alfonso López de la ciudad al centro poblado Los Venados.

## División territorial
Centros poblados
El centro poblado Los Venados se divide en los barrios: 
Veredas
Los Venados tiene bajo su jurisdicción las siguientes veredas:
- Sabanita
- Pacho López
- Chimilaima
- La Luna

## Cultura
Los habitantes del centro poblado Los Venados celebran cada año en febrero, las Fiestas Patronales de Nuestra Señora de La Candelaria, Anteriormete  en el mes de julio de cada año, los pobladores de Los Venados también celebran el Festival de la Cereza, llamado así ya que en estas tierras se ve mucho este fruto y es considerado como un símbolo para los pobladores, en este festival se elegía a los mejores acordeoneros y canciones inéditas, así como el mejor dulce de cereza.

## Educación
El centro poblado cuenta con la Escuela Mixta Los Venados y el colegio Luis Rodríguez Valera.</ref>Cerro Carreta: Inauguradas obras en Los Venados, Valledupar Archivado el 4 de marzo de 2016 en Wayback Machine.</ref>

## Transporte
Los Venados cuenta con vías terciarias que no están pavimentadas y que conectan con las vías nacionales Ruta Nacional 80 tramo Valledupar-Bosconia y Ruta Nacional 45 Bosconia-San Roque, las cuales no pasan por el centro poblado.